# Halbe
Halbe (dolnołuż. Łobje) – gmina w Niemczech w kraju związkowym Brandenburgia, w powiecie Dahme-Spreewald, wchodzi w skład urzędu Schenkenländchen.

## Geografia
Gmina Halbe położona jest na południe od Berlina, nad rzeką Dahme.

## Dzielnice
W skład gminy wchodzą trzy dzielnice:
- Briesen - w dzielnicy znajduje się największy tropikalny park rozrywki i wypoczynku Europy Tropical Islands
- Freidorf
- Oderin

## II wojna światowa
W okolicach Halbe w dniach 24 kwietnia - 1 maja 1945 rozegrała się Bitwa pod Halbe.